# Núi Trường Bạch
Núi Trường Bạch, còn gọi là núi Bạch Đầu, núi Paektu, là một ngọn núi dạng núi lửa nằm trên biên giới giữa Cộng hòa Dân chủ Nhân dân Triều Tiên và Trung Quốc. Với chiều cao 2.744 mét, núi Bạch Đầu là đỉnh cao nhất trong dãy Trường Bạch ở phía bắc và dãy Bạch Đầu Đại Cán ở phía nam. Đây cũng là đỉnh núi cao nhất trên bán đảo Triều Tiên và khu vực Mãn Châu.
Tên gọi trong tiếng Triều Tiên 백두산, 白頭山, Paektusan (phiên âm Hán-Việt là Bạch Đầu Sơn), nghĩa là "núi đầu trắng". Tên gọi tiếng Trung Hoa 長白山, 长白山, là Changbai và tiếng Mãn là Golmin Šanggiyan Alin, cả hai đều có nghĩa là "núi trắng mãi". Trước kia núi này Trung Quốc gọi là Thái Bạch sơn (太白山).
Một hồ miệng núi lửa lớn, gọi là hồ Thiên Trì (천지, 天池), nằm trong một hõm chảo núi lửa trên đỉnh ngọn Trường Bạch. Hõm chảo được hình thành bởi vụ phun trào VEI 7 "Thiên niên kỷ" hoặc "Tianchi" năm 946, phun trào khoảng 100-120 km3 (24-29 cu mi) của mạt vụn núi lửa. Đây là một trong những vụ phun trào lớn nhất và dữ dội nhất trong 5.000 năm qua (cùng với vụ phun trào Minoan, vụ phun trào Hatepe của hồ Taupo vào khoảng năm 180 sau Công nguyên, vụ phun trào núi Samalas năm 1257 gần núi Rinjani và vụ phun trào núi Tambora năm 1815).
Ngọn núi đóng một vai trò thần thoại và văn hóa quan trọng trong các xã hội và tôn giáo dân sự của cả hai quốc gia CHDCND Triều Tiên và Hàn Quốc đương đại, ví dụ, nó được đề cập trong cả hai bài quốc ca của hai nước và được miêu tả trên quốc huy Cộng hòa Dân chủ Nhân dân Triều Tiên. Sản vật nổi tiếng của núi Trường Bạch là nhân sâm.

## Tên gọi

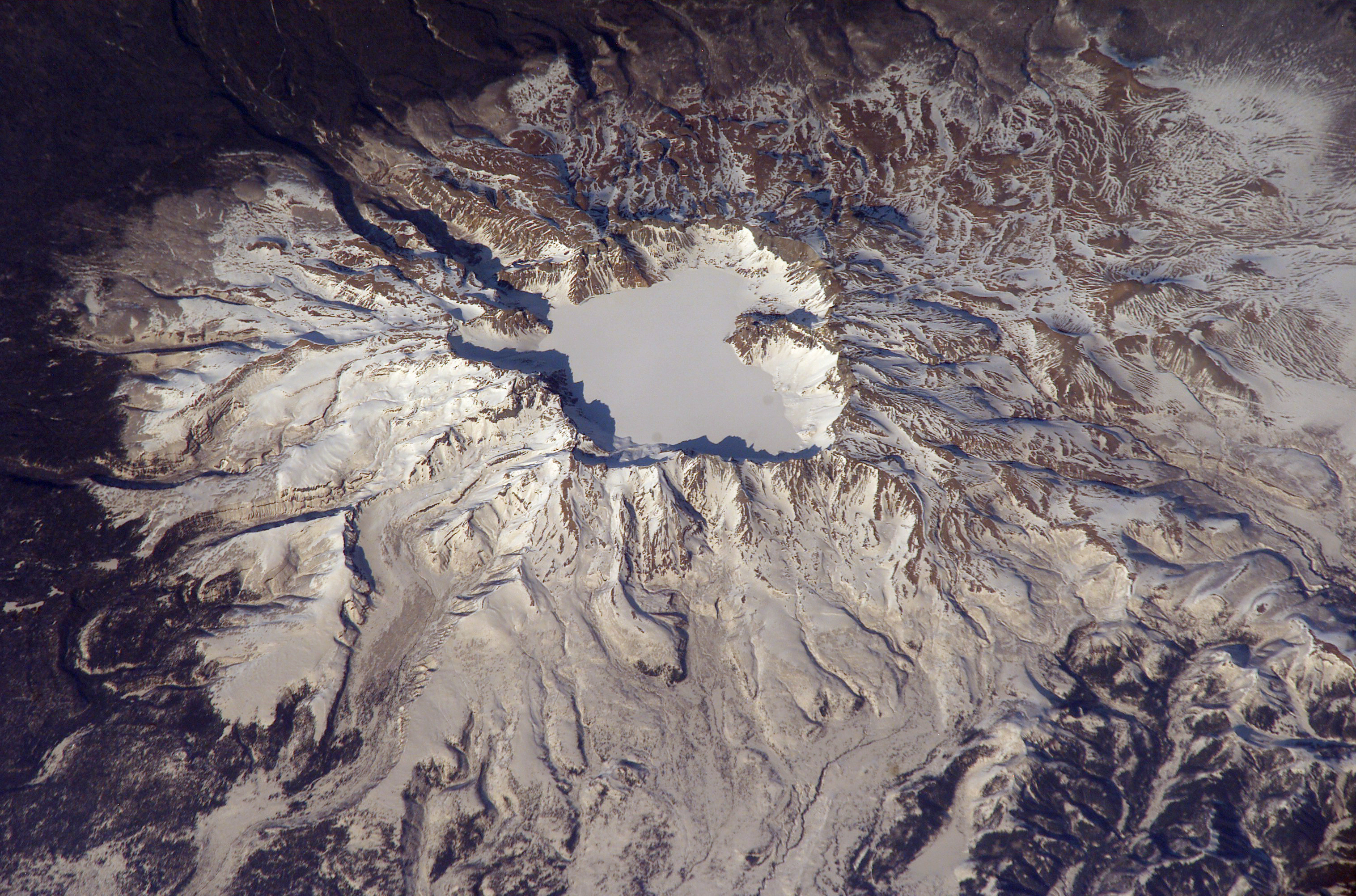
Núi Trường Bạch, ở giữa là Thiên Trì. Ảnh chụp tháng 4 năm 2003.

Tên tiếng Triều Tiên hiện đại của ngọn núi, "Paektusan" hoặc "Baekdusan", lần đầu tiên được ghi nhận trong hồ sơ lịch sử thứ 13 của Cao Ly sử. Nó có nghĩa là ngọn núi đầu trắng. Trong các ghi chép khác từ cùng thời kỳ, ngọn núi còn được gọi là "Taebaeksan", có nghĩa là ngọn núi lớn màu trắng. Tên hiện đại của ngọn núi trong tiếng Trung Quốc, "Chángbáishān" xuất phát từ tên tiếng Mãn hiện đại của ngọn núi, đó là "Golmin anggiyan Alin". Nó có nghĩa là núi trắng. Và một tên tiếng Trung khác "Báitóushān" là phiên âm của núi Paektu. Tên tiếng Mông Cổ là "Ondor Tsagaan Aula", có nghĩa là ngọn núi trắng cao. Trong tiếng Anh, các tác giả khác nhau đã sử dụng phiên âm không chuẩn.

## Địa lý và địa chất

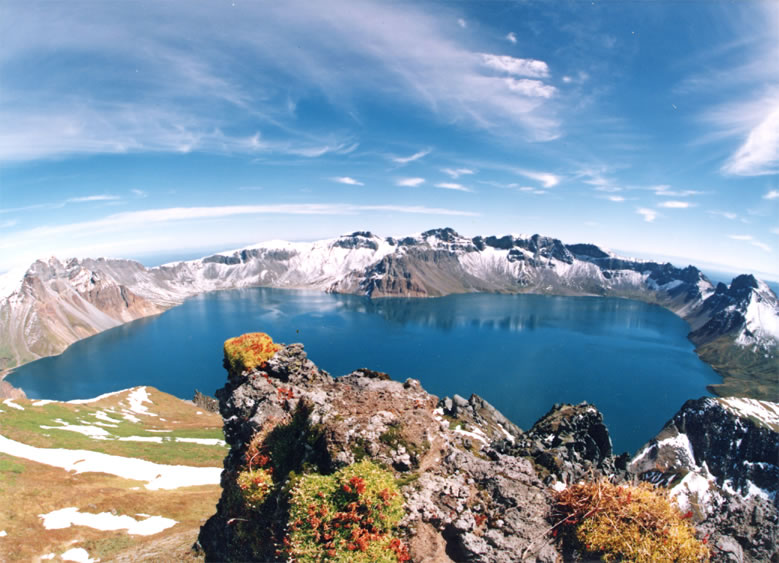
Thiên Trì

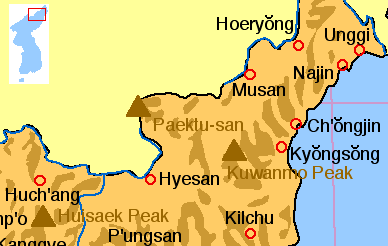
Vị trí của núi Trường Bạch

Núi Trường Bạch là một núi lửa tầng với đỉnh chóp bị cắt cụt bởi một hõm chảo núi lửa lớn có đường kính khoảng 5 km (3,1 dặm Anh) và sâu 850 m (2.789 ft). Hõm là hồ Thiên Trì. Hõm chảo núi lửa này được tạo ra sau lần phun trào khoảng năm 969 (± 20 năm). Tro núi lửa từ đợt phun trào này lan rộng đến tận miền nam đảo Hokkaidō, Nhật Bản. Hồ Thiên Trì chu vi khoảng 13 km (7,5-8,7 dặm Anh), với độ sâu trung bình là 213 m (699 ft) và độ sâu tối đa đạt 384 m (1.260 ft). Từ khoảng trung tuần Tháng 10 tới giữa Tháng 6 mặt hồ thường bị băng tuyết phủ kín.
Các lực lượng địa chất hình thành núi Trường Bạch vẫn còn là một bí ẩn. Hai lý thuyết hàng đầu trước tiên là sự hình thành điểm nóng và phần thứ hai là một phần chưa được khám phá của mảng Thái Bình Dương chìm dưới ngọn núi này.
Phần trung tâm của ngọn núi này được nâng lên khoảng 3 mm mỗi năm, do mực macma đang dâng lên ở phía dưới phần trung tâm của núi. Mười sáu đỉnh trên 2.500 m (8.200 ft) bao quanh mép hõm chảo xung quanh hồ Thiên Trì. Đỉnh cao nhất, gọi là đỉnh Tướng Quân (Janggun) trên lãnh thổ Triều Tiên, bị tuyết che phủ khoảng 8 tháng mỗi năm. Đỉnh cao nhất trên lãnh thổ Trung Quốc là đỉnh Bạch Vân, cao 2.691 m. Các sườn núi tương đối thoải cho tới độ cao khoảng 1.800 m (5.905 ft).
Nước chảy ra khỏi hồ ở phía bắc và gần lối thoát ra là một thác nước cao 70 m (230 ft). Núi này là nguồn của các con sông như Tùng Hoa, Đồ Môn và Áp Lục. Hai con sông Đồ Môn và Áp Lục tạo thành biên giới phía bắc giữa ba nước Triều Tiên, Nga và Trung Quốc.

## Phun trào

### Vụ phun trào thiên niên kỷ
Hõm chảo của ngọn núi được tạo ra vào năm 946 bởi vụ phun trào khổng lồ (VEI 7) "Thiên niên kỷ" hoặc "Tianchi", một trong những vụ phun trào dữ dội nhất trong 5.000 năm qua, có thể so sánh với vụ phun trào năm 180 sau Công nguyên của hồ Taupo và năm 1815 phun trào núi Tambora. Vụ phun trào, có mạt vụn núi lửa đã được tìm thấy ở khu vực phía nam của Hokkaidō, Nhật Bản và xa tận Greenland, đã phá hủy phần lớn đỉnh núi lửa, để lại một miệng núi lửa ngày nay được lấp đầy bởi Thiên Trì.
Theo Sách Lịch sử Koryo, "tiếng sấm từ trống trời" (có thể là vụ nổ từ vụ phun trào thiên niên kỷ) đã được nghe thấy ở thành phố Kaesong, và sau đó xuất hiện một lần nữa ở thủ đô của Hàn Quốc cổ đại về 450 km (280 mi) về phía nam của núi lửa, khiến hoàng đế Cao Ly khiếp sợ đến mức những người bị kết án đã được triều đình ân xá và giải thoát. Theo cuốn sách Lịch sử đền Heungboksa, vào ngày 3 tháng 11 cùng năm, tại thành phố Nara (Nhật Bản), cách ngọn núi khoảng 1.100 km (680 mi) về phía đông nam, một sự kiện "mưa tro trắng" đã được ghi lại. Ba tháng sau, vào ngày 7 tháng 2 năm 947, "tiếng sấm trống" đã được nghe thấy ở thành phố Kyoto (Nhật Bản), cách Paektu khoảng 1.000 km (620 dặm) về phía đông nam. Vụ phun trào Tianwenfeng cũng đã được ghi lại trong thần thoại Mãn Châu. Người Mãn Châu mô tả ngọn núi là "Rồng lửa", "Quỷ lửa" hay "Lửa thiên đàng".

### Vụ phun trào Tianwenfeng
Thời đại của vụ phun trào Tianwenfeng không rõ ràng, nhưng gỗ cacbon hóa ở dăm kết của Heifengkou đã có niên đại khoảng 4105 ± 90 BP. Vụ phun trào này hình thành nên những khu vực rộng lớn phủ đầy đá bọt vàng và đá núi lửa và thải ra khoảng 23,14 triệu tấn (25,51 triệu tấn ngắn) SO2 vào tầng bình lưu. Khối lượng lớn của tro núi lửa ít nhất là 100 km3, khiến vụ phun trào Tianwenfeng cũng của VEI 7.

### Phun trào gần đây
Sau những vụ phun trào lớn này, Núi Paektu đã có ít nhất ba lần phun trào nhỏ hơn, xảy ra vào năm 1668, 1702 và 1903, có khả năng hình thành nên đá núi lửa Baguamiao, đá bọt tốt Wuhaojie và đá nhẹ xốp Liujiejie.
Năm 2011, Chính phủ Cộng hòa Dân chủ Nhân dân Triều Tiên đã mời các nhà núi lửa học James Hammond của Đại học Hoàng gia, London và Clive Oppenheimer của Đại học Cambridge, nghiên cứu về ngọn núi cho hoạt động núi lửa gần đây. Dự án của họ đã được tiếp tục vào năm 2014 và dự kiến sẽ kéo dài thêm một "hai hoặc ba năm"

## Khí hậu
Thời tiết trên núi thay đổi rất thất thường, đôi khi khắc nghiệt. Nhiệt độ trung bình hàng năm trên đỉnh núi là khoảng -4,9 °C (23,2 °F). Vào mùa hè, nhiệt độ có thể lên đến 18 °C (64 °F) hoặc thậm chí cao hơn, trong khi mùa đông thì xuống tới -48 °C (-54 °F). Nhiệt độ thấp nhất được ghi nhận là −51 °C (60 °F) vào ngày 2 tháng 1 năm 1997. Nhiệt độ trung bình tháng Giêng là -24 °C (-11 °F), và tháng 7 là 10 °C (50 °F). Trong tám tháng mỗi năm nhiệt độ luôn giữ dưới mức đóng băng.
Tốc độ gió trung bình là 11,7 m/s, đạt tới trung bình là 17,6 m/s trong tháng 12. Độ ẩm tương đối trung bình là 74%. Trong mấy thập niên gần đây, thời tiết trên núi có khuynh hướng ấm hơn. Ngược lại lượng tuyết trên đỉnh núi vào mùa hè giảm nhiều.

## Hệ động thực vật
Có 5 loài thực vật đã biết sinh sống trong hồ trên đỉnh núi và khoảng 168 loài dọc theo các bờ hồ. Khu vực núi Trường Bạch là nơi sinh sống của hổ Siberia, gấu, báo hoa mai, chó sói, và lợn rừng. Loài sói đỏ Ussuri có thể đã bị tuyệt chủng khỏi khu vực. Loài hươu nai sinh sống trong các khu rừng, che phủ núi Trường Bạch tới độ cao khoảng 2.000 m, là chủng hoẵng Siberia sống ở Bạch Đầu sơn. Nhiều loài chim hoang dã như gà gô lia (Tetrao tetrix), cú và gõ kiến cũng sinh sống trong khu vực. Ngọn núi đã được BirdLife International xác định là Khu vực chim quan trọng (IBA) vì nó hỗ trợ cho một quần thể chim phong phú.
Các khu rừng bên phía Trung Quốc là nguyên sinh và gần như không bị con người biến đổi. Bạch dương là chủ đạo gần đường cây gỗ còn thông thì ở dưới hơn, hỗn tạp với các loài cây khác. Trong vài thập niên gần đây, sự ấm lên đáng kể của khí hậu đã làm thay đổi cấu trúc các cánh rừng nguyên sinh trên các phần phía trên của sườn núi, với sự thay đổi nghiêng về phía các loài thông cũng như làm dày thêm tầng tán của rừng. Hiện tại quá trình tàn phá làm mất rừng ở các phần thấp của sườn núi bên lãnh thổ Triều Tiên vẫn đang diễn ra.

## Lịch sử
Núi Trường Bạch từ xa xưa đã được dân địa phương tôn kính như một ngọn núi thiêng. Người Triều Tiên và người Mãn đều coi nơi này là đất tổ của dân tộc họ.

### Triều Tiên

Núi Trường Bạch hiển thị trên quốc huy Cộng hòa Dân chủ Nhân dân Triều Tiên.

Người Triều Tiên coi núi Bạch Đầu là quê hương nguyên thủy của dân tộc Triều Tiên và Bạch Đầu là ngọn một trong ba ngọn núi thiêng. Huyền sử khai quốc của Triều Tiên bắt đầu từ núi Bạch Đầu nên các triều đại sau vào thời kỳ Tam Quốc, Cao Ly và vương quốc Triều Tiên đều đề cao địa vị linh thiêng của núi Bạch Đầu.
Dã sử Triều Tiên kể rằng nước Cổ Triều Tiên (2333 TCN–108 TCN) được khai sanh trên núi Bạch Đầu. Các vương quốc kế tiếp như Phù Dư, Cao Câu Ly, Bột Hải, cùng Cao Ly và vương quốc Triều Tiên đều cử hành các nghi lễ tế tự thờ núi Bạch Đầu.
Văn tịch đầu tiên dùng địa danh Bạch Đầu là vào thế kỷ thứ X; sách đó chép rằng người Nữ Chân vượt sông Áp Lục đến cư ngụ ở khu vực núi Bạch Đầu. Sau đó sử ký Vương quốc Triều Tiên (1392–1910) thường nhắc tời núi Bạch Đầu qua những trận phun lửa như năm 1597, 1668, và 1702. Khu vực núi Bạch Đầu cũng là nơi vua Triều Tiên Thế Tông vào thế kỷ XV đã cho đốc công củng cố đồn lũy dọc theo sông Đồ Môn và sông Áp Lục, biến ngọn núi này thành mốc ranh giới tự nhiên giữa Triề Tiên và các dân tộc du mục phương bắc.
Khu vực Bạch Đầu vốn hiểm trở lắm rừng rậm rạp nên khi Đế quốc Nhật Bản xâm chiếm Triều Tiên, các lực lượng vũ trang kháng Nhật thường rút về đó. Lực lượng du kích cộng sản Triều Tiên trong cuộc chiến tranh Triều Tiên cũng dùng Bạch Đầu làm hậu cứ. Theo chính sử của Cộng hòa Dân chủ Nhân dân Triều Tiên thì Kim Nhật Thành đã tổ chức lực lượng du kích kháng Nhật trên núi Bạch Đầu và đây cũng là nơi Kim Chính Nhật ra đời, gắn liền với huyền thoại ngọn núi thiêng. Tuy nhiên tài liệu ngoại quốc thì ghi rằng Kim Nhật Thành đúng ra hoạt động trong lãnh thổ Liên Xô và Kim Chính Nhật cũng sinh ra trên đất Liên Xô chứ không phải núi Bạch Đầu.

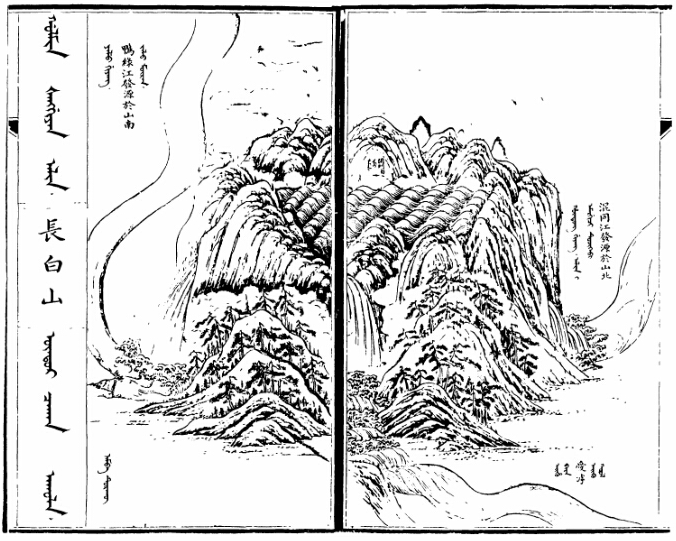
Trah vẽ từ Manchu Veritable Records với tên của núi Trường Bạch trong tiếng Mãn, tiếng Hán và tiếng Mông Cổ.

Chính quyền Triều Tiên sử dụng thần thoại về ngọn núi để thúc đẩy các dự án của chính phủ, như tên lửa Paektusan và máy tính Paektusan. Đỉnh cao đã được thể hiện trên quốc huy nhà nước của CHDCND Triều Tiên kể từ năm 1993, như được định nghĩa trong Điều 169 của Hiến pháp, trong đó mô tả núi Paektu là "ngọn núi thiêng liêng của cách mạng". Ngọn núi này thường được nhắc đến trong các khẩu hiệu như: "Chúng ta hãy thực hiện cuộc cách mạng Triều Tiên theo tinh thần cách mạng Paektu, tinh thần của trận bão tuyết Paektu!" Truyền thông  Triều Tiên cũng kỷ niệm các hiện tượng tự nhiên được chứng kiến tại ngọn núi là điềm báo.
Ngọn núi cũng được đề cập trong quốc ca của cả hai miền Triều Tiên và trong bài hát dân gian Hàn Quốc "Arirang".

### Trung Quốc
Núi Trường Bạch lần đầu tiên được ghi nhận trong Sơn Hải Kinh với tên gọi Bất Hàm Sơn (不咸山). Nó cũng được gọi là Đan Đan Đại Lĩnh (單單大嶺) trong Hậu Hán thư phần Đông Di liệt truyện. Trong Tân Đường thư quyển 219-Bắc Địch Bột Hải truyện, người ta gọi nó là Thái Bạch Sơn (太白山). Tên gọi hiện tại trong tiếng Trung là Trường Bạch Sơn (長白山) lần đầu tiên được sử dụng vào thời nhà Liêu (907-1125) và sau đó là nhà Kim (1115-1234).
Nhà Kim (1115–1234) phong cho thần núi Trường Bạch tước hiệu là "Hưng quốc Linh ứng vương" (興國靈應王) vào năm 1172 và sau này phong là "Khai thiên Hoành thánh đế" (開天宏聖帝) vào năm 1193. Trong thời kỳ nhà Thanh, hoàng đế Khang Hi gọi núi Trường Bạch như là nơi sinh truyền thuyết của hoàng gia nhà Ái Tân Giác La sau một cuộc nghiên cứu, mặc dù hiện nay nó không còn được ủng hộ nữa. Ông đặt ra một khu vực cấm quanh núi, mặc dù hiện nay vẫn còn tranh cãi rằng nó là một phần của Triều Tiên hay của Trung Quốc. Nhà Thanh duy trì các nghi lễ tế tự hàng năm đối với ngọn núi này, cũng giống như nhà Kim trước đây.

## Điểm tham quan
Ngoài khách du lịch trong nước, hầu hết du khách quốc tế, bao gồm nhiều người Hàn Quốc, leo lên núi từ phía Trung Quốc, mặc dù đây cũng là một điểm du lịch nổi tiếng đối với du khách đến Triều Tiên. Khu du lịch của núi ở Trung Quốc được Cục quản lý du lịch quốc gia Trung Quốc xếp vào khu danh lam thắng cảnh loại AAAAA.
Có một số di tích trên núi thuộc địa phận của Triều Tiên. Paektu Spa là một con suối tự nhiên và được sử dụng cho nước đóng chai. Đồi Pegae là nơi đóng trại bí mật của Quân đội Cách mạng Nhân dân Triều Tiên (tiếng Triều Tiên: 조선 인민) được cho là do cố chủ tịch Kim Il-sung lãnh đạo trong cuộc đấu tranh chống lại sự thống trị của đế quốc Nhật Bản trong thời kỳ Triều Tiên thuộc Nhật. Trại bí mật cũng được mở cho công chúng. Có một số thác nước, bao gồm Thác Hyongje chia làm hai khoảng một phần ba đường từ đỉnh. Năm 1992, nhân dịp sinh nhật lần thứ 80 của Kim Il-sung, một dấu hiệu khổng lồ bao gồm các chữ kim loại đọc là "Núi thánh của cách mạng" đã được dựng lên trên sườn núi. Người Triều Tiên tuyên bố rằng có 216 bậc dẫn lên đỉnh núi, tượng trưng cho ngày sinh 16 tháng 2 của Kim Jong-il, nhưng thực tế có nhiều hơn.

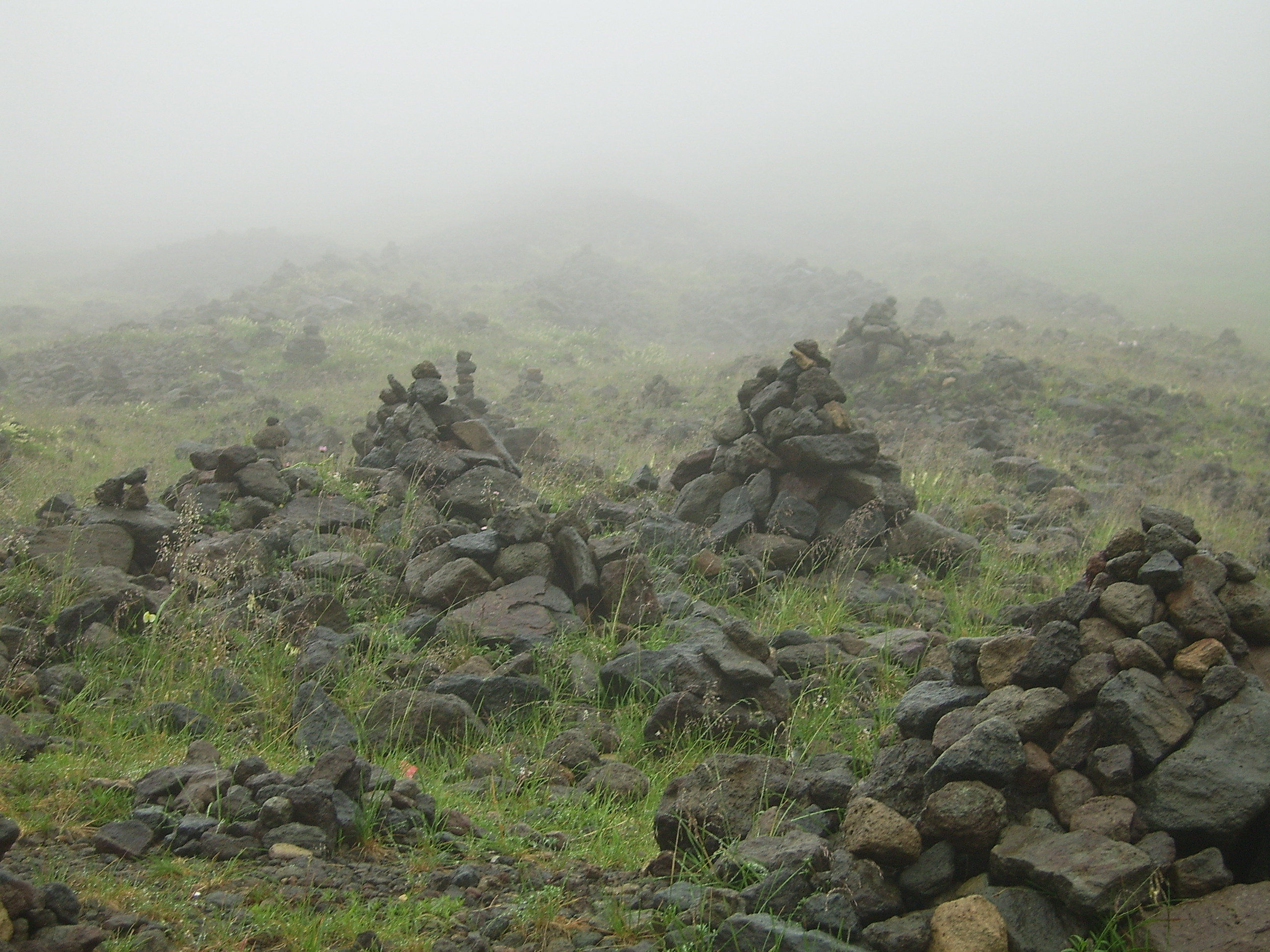
Các ụ đá trên núi
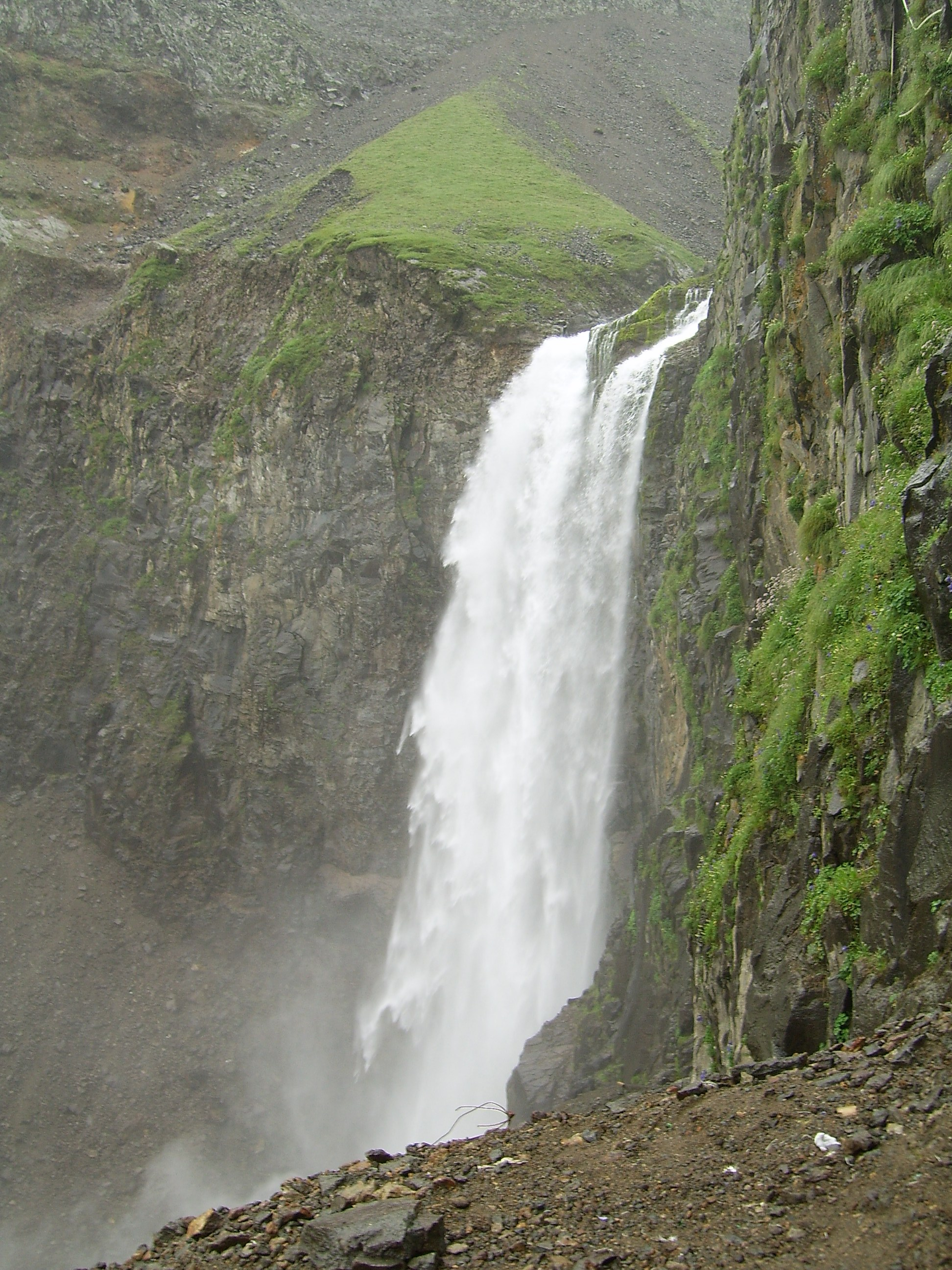
Thác nước
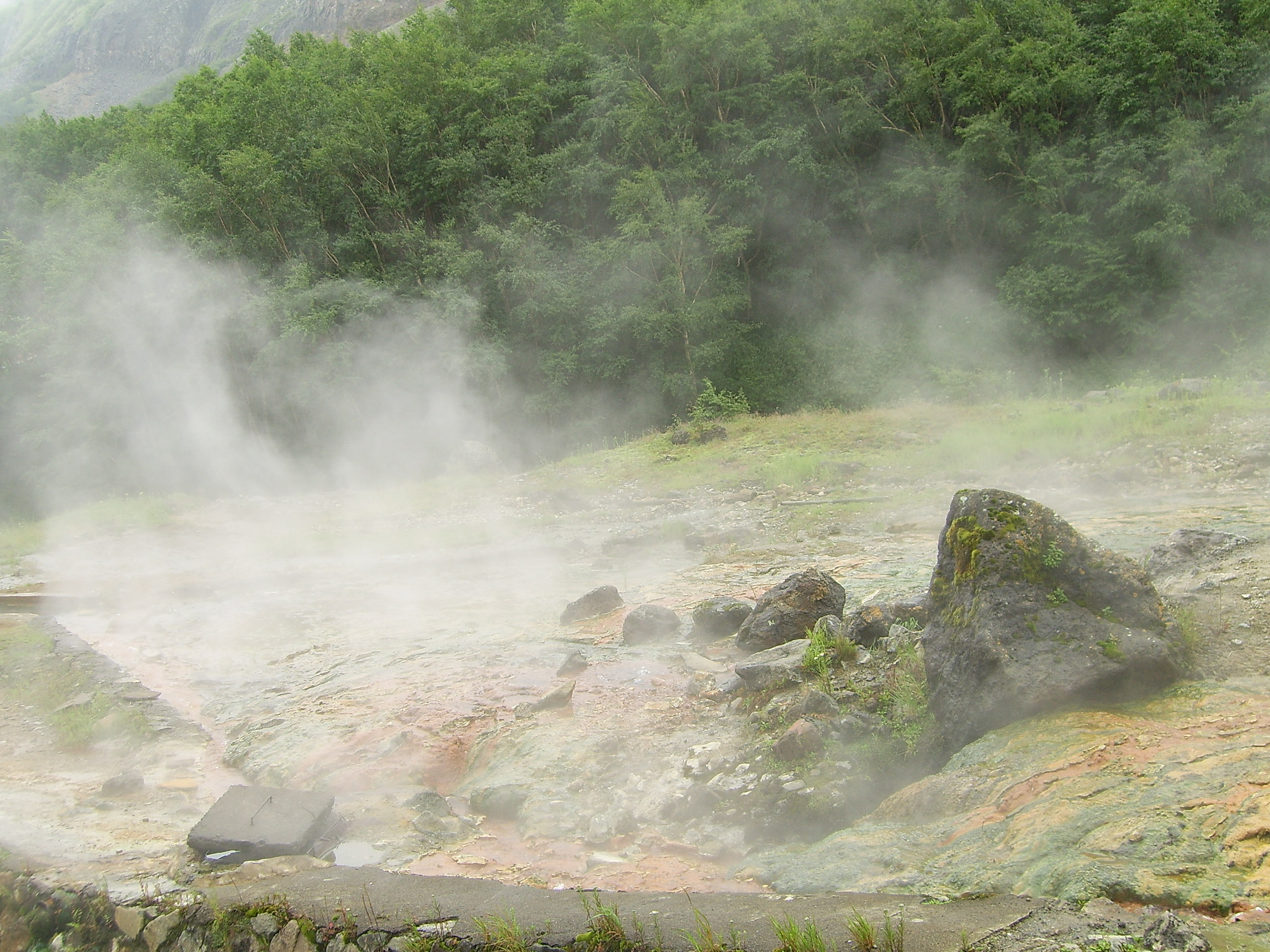
Suối nước nóng
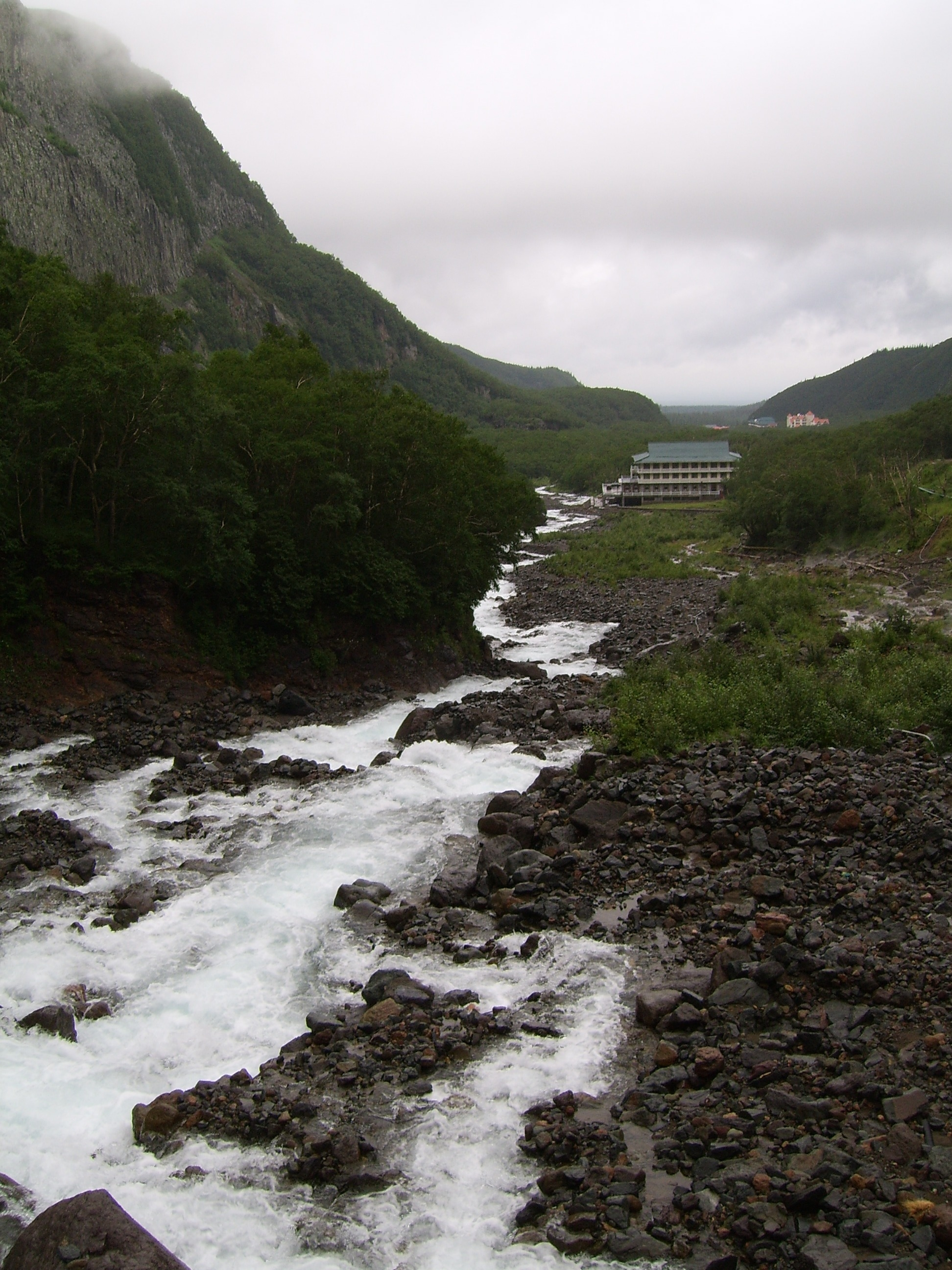
Sông
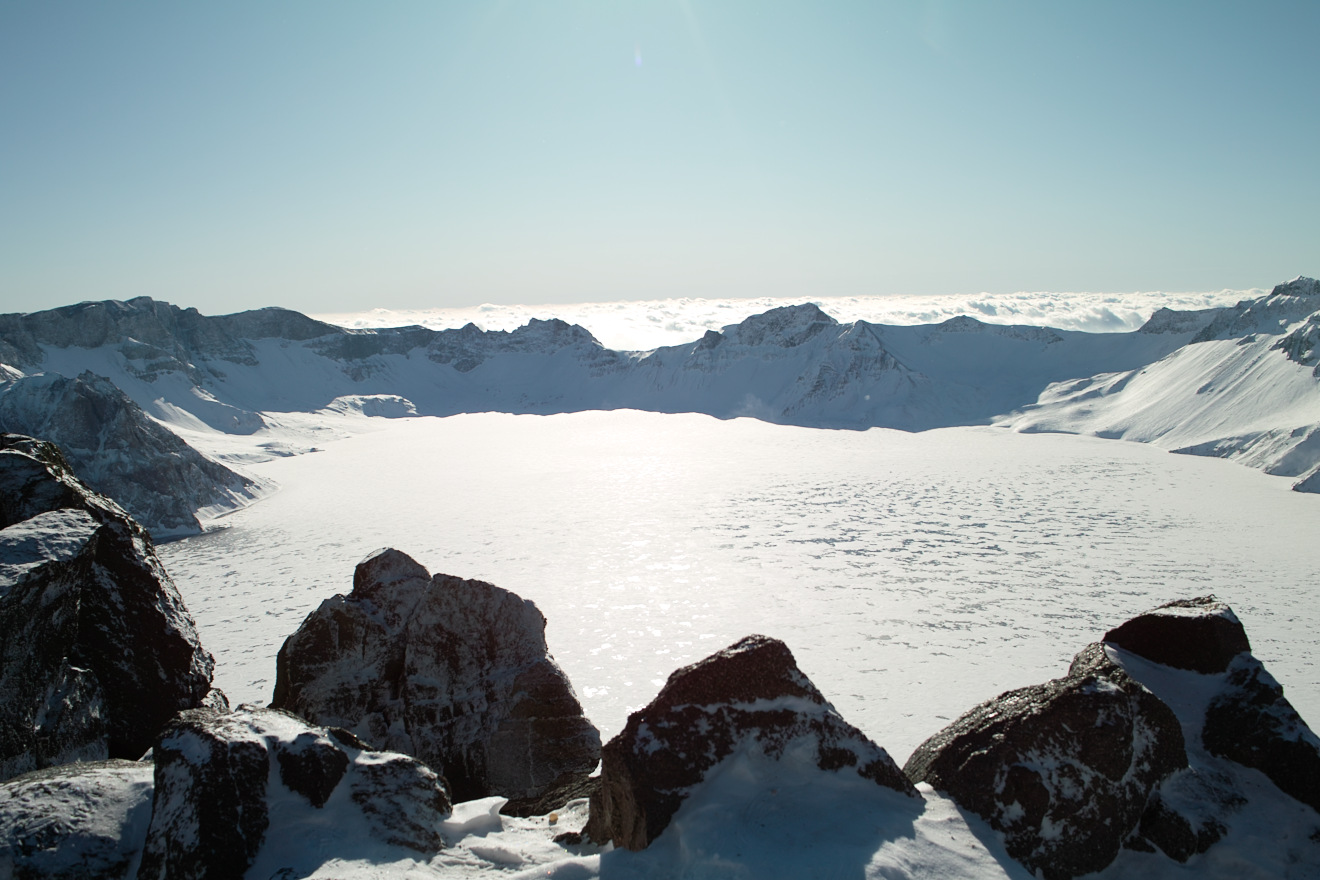
Thiên Trì vào mùa đông
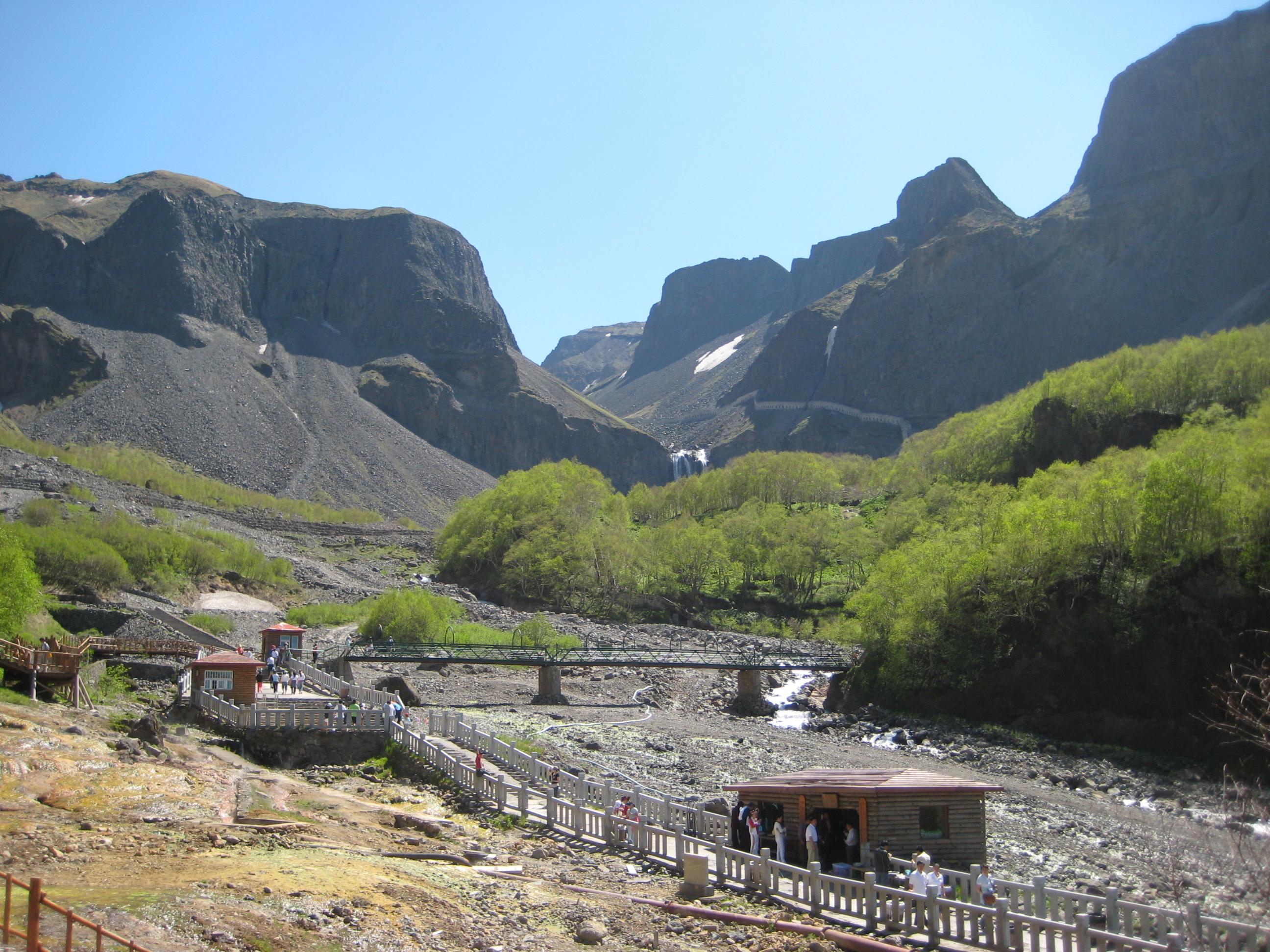
Dốc phía Bắc